# 外垵溫王宮
外垵温王宮，舊作外塹温王宮，臺灣澎湖縣廟宇，位於西嶼鄉外垵村（外塹），主祀温府王爺，西嶼澳角頭廟之一。法師流派為「普庵派」之「玉皇勅令勅令支派 」。:60–62

## 沿革
「外垵」古稱「外塹」，「垵」與「塹」同為形容該處周遭環丘、地勢較低矮的坑地灣澳地形，同時因相對於東側的「內垵」倚向澎湖內海，「外垵」偏西濱臨外海，故稱「外垵」，循沿迄今。
外垵温王宮確切建立年份不詳，廟中藏有「海澨蒙庥」一匾，落款為嘉慶十四年，故可確信公元1809年間即已立廟。
外垵温王宮在清領時期的修建紀錄不詳；相關文獻紀錄可考於日治時期，温王宮於大正八年（1919年）間重建竣工，不少地方頭人如許助、李頂、曾著、許芳、李聯科、許輪，皆在〈重修温王宮碑〉捐助名單之列，其中不乏西嶼鄉小池角（今池東村與池西村）、緝馬灣（今赤馬村）聚落之金額寄附。
大正11年（1922年），正逢「闔澎公廟」澎湖天后宮大修建，外垵信眾乃出動漁船，恭迎天后宮媽祖金身駐蹕外垵温王宮內；同年度，澎湖海域出現成群海豚，村民乃捕獲海豚逾六百隻，西嶼及外垵諸善信均以為神蹟，亦反應在大正13年（1924年）敬獻澎湖天后宮中之〈街庄各大字50圓以上自由寄進芳名碑記〉，西嶼鄉捐款金額冠絕全澎。
民國56年（1967年），外垵温王宮經五十載春秋，風雨飄搖，廟貌已顯老舊，村民乃勸募重建經費，延請馬公後窟潭名師葉得令操刀設計、其姪葉根壯司職工程施作，順利於民國60年（1971年）秋竣工，並於當年中秋舉辦入火大典。時光荏苒，外垵温王宮廟貌再度日益傾頹，為不減禮神之心，鄉佬又有倡建重修之議，乃成立重建委員會，總計募資新台幣七千餘萬元，擇定民國92年（2003年）農曆八月初二出火、十月十二日子時興工，此次工程再度委由葉根壯負責，歷時二年，在民國94年（2005年）農曆十月十六日入火，農曆十一月初六舉辦落成大典，即為今貌。

## 圖輯

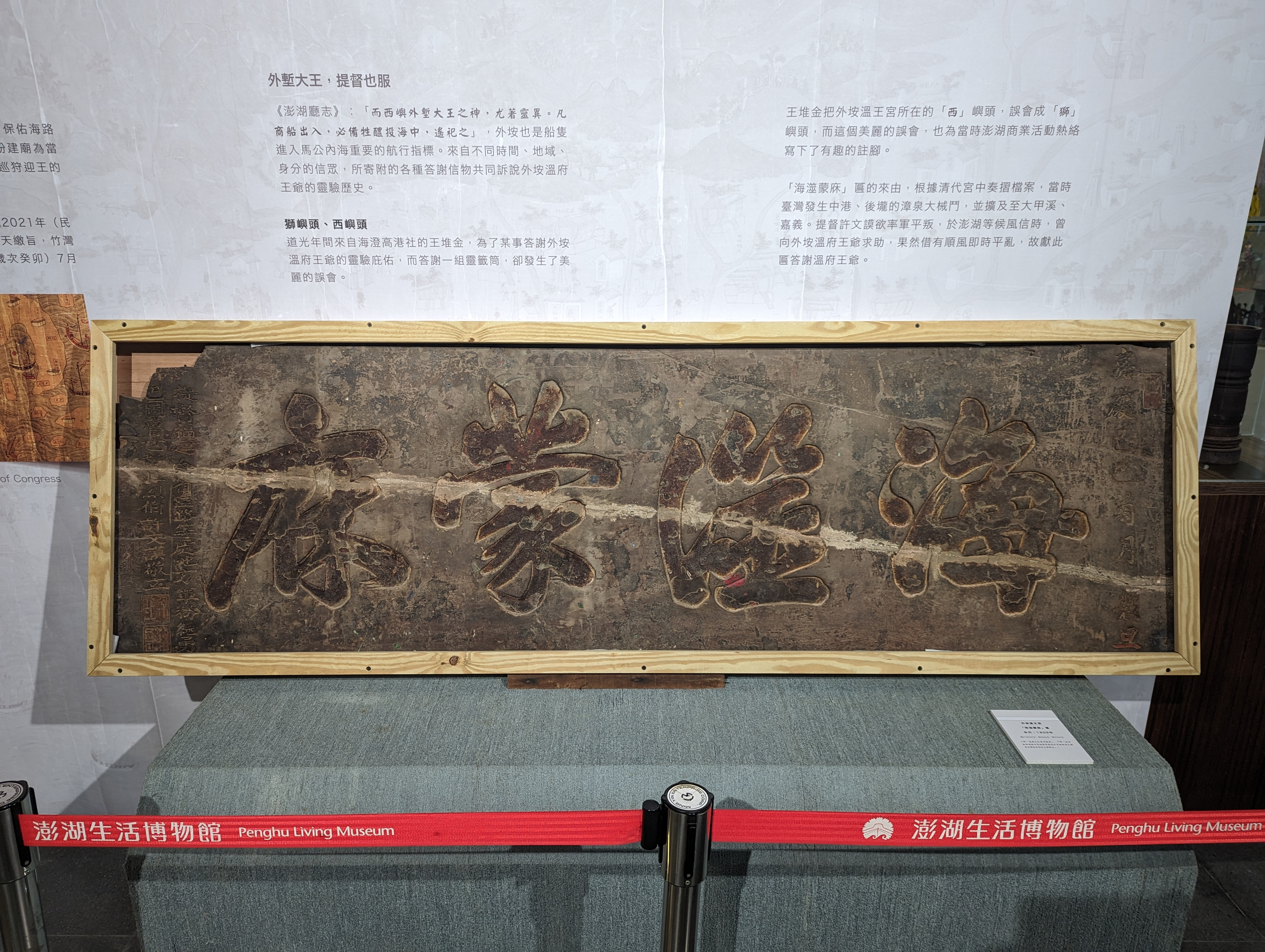
海澨蒙庥匾，福建水師提督許文謨敬獻於1810年。

## 外部連結
- 澎湖外垵温王宮的Facebook專頁